# Lotta ai Giochi della XXIV Olimpiade
I tornei di lotta ai Giochi della XXIV Olimpiade si sono svolte dal 18 settembre al 1º ottobre 1988 al Sangmu Gymnasium di Seul, in Corea del Sud. Sono stati messi in palio 20 titoli: 10 di lotta libera e 10 di lotta greco-romana, tutti maschili.

## Nazioni partecipanti
Hanno partecipato alla manifestazione 429 lottatori in rappresentanza di 69 comitati olimpici internazionali.
| - Afghanistan (5) - Samoa Americane (1) - Argentina (2) - Australia (3) - Austria (5) - Belgio (1) - Brasile (2) - Bulgaria (20) - Camerun (4) - Canada (11) - Cina (11) - Taipei cinese (4) - Colombia (4) - Cecoslovacchia (9) - Germania Est (8) - Egitto (5) - El Salvador (1) - Finlandia (12) |  | - Francia (9) - Gambia (3) - Gran Bretagna (7) - Grecia (5) - Guam (1) - Guatemala (1) - Guinea (2) - Ungheria (18) - India (7) - Indonesia (2) - Iran (15) - Iraq (5) - Irlanda (1) - Israele (2) - Italia (4) - Giappone (20) - Giordania (2) |  | - Kenya (4) - Libano (1) - Malta (2) - Mauritania (4) - Mauritius (1) - Messico (4) - Mongolia (9) - Marocco (5) - Nuova Zelanda (2) - Nigeria (6) - Yemen del Nord (3) - Norvegia (5) - Pakistan (3) - Panama (2) - Perù (1) - Filippine (2) - Polonia (18) |  | - Portogallo (1) - Porto Rico (2) - Romania (4) - Samoa (2) - Senegal (4) - Corea del Sud (19) - Unione Sovietica (20) - Spagna (9) - Svezia (10) - Svizzera (4) - Siria (8) - Tunisia (3) - Turchia (13) - Stati Uniti (20) - Vietnam (1) - Germania Ovest (17) - Jugoslavia (10) |

## Podi

### Uomini
| Evento             | Oro                                   | Argento                             | Bronzo                              |
| Lotta libera       |                                       |                                     |                                     |
| 48 kg (dettagli)   | Takashi Kobayashi Giappone            | Ivan Tzonov Bulgaria                | Sergei Karamchakov Unione Sovietica |
| 52 kg (dettagli)   | Mitsuru Sato Giappone                 | Šaban Trstena Jugoslavia            | Vladimir Toguzov Unione Sovietica   |
| 57 kg (dettagli)   | Sergei Beloglazov Unione Sovietica    | Askari Mohammadian Iran             | Noh Kyung-sun Corea del Sud         |
| 62 kg (dettagli)   | John Smith Stati Uniti                | Stepan Sarkisyan Unione Sovietica   | Simeon Shterev Bulgaria             |
| 68 kg (dettagli)   | Arsen Fadzaev Unione Sovietica        | Park Jang-soon Corea del Sud        | Nate Carr Stati Uniti               |
| 74 kg (dettagli)   | Kenny Monday Stati Uniti              | Adlan Varayev Unione Sovietica      | Rahmat Sofiadi Bulgaria             |
| 82 kg (dettagli)   | Han Myeong-u Corea del Sud            | Necmi Gençalp Turchia               | Jozef Lohyňa Cecoslovacchia         |
| 90 kg (dettagli)   | Makharbek Khadartsev Unione Sovietica | Akira Ōta Giappone                  | Kim Tae-woo Corea del Sud           |
| 100 kg (dettagli)  | Vasile Puşcaşu Romania                | Leri Khabelov Unione Sovietica      | William Scherr Stati Uniti          |
| 130 kg (dettagli)  | David Gobejishvili Unione Sovietica   | Bruce Baumgartner Stati Uniti       | Andreas Schröder Germania Est       |
| Lotta greco-romana |                                       |                                     |                                     |
| 48 kg (dettagli)   | Vincenzo Maenza Italia                | Andrzej Głąb Polonia                | Bratan Tzenov Bulgaria              |
| 52 kg (dettagli)   | Jon Rønningen Norvegia                | Atsuji Miyahara Giappone            | Lee Jae-suk Corea del Sud           |
| 57 kg (dettagli)   | András Sike Ungheria                  | Stoyan Balov Bulgaria               | Charalambos Holidis Grecia          |
| 62 kg (dettagli)   | Kamandar Madžydaŭ Unione Sovietica    | Zhivko Vangelov Bulgaria            | An Dae-hyun Corea del Sud           |
| 68 kg (dettagli)   | Levon Julfalakyan Unione Sovietica    | Kim Sung-moon Corea del Sud         | Tapio Sipilä Finlandia              |
| 74 kg (dettagli)   | Kim Young-nam Corea del Sud           | Daulet Turlykhanov Unione Sovietica | Józef Tracz Polonia                 |
| 82 kg (dettagli)   | Mikhail Mamiashvili Unione Sovietica  | Tibor Komáromi Ungheria             | Kim Sang-kyu Corea del Sud          |
| 90 kg (dettagli)   | Atanas Komchev Bulgaria               | Harri Koskela Finlandia             | Vladimir Popov Unione Sovietica     |
| 100 kg (dettagli)  | Andrzej Wroński Polonia               | Gerhard Himmel Germania Ovest       | Dennis Koslowski Stati Uniti        |
| 130 kg (dettagli)  | Aleksandr Karelin Unione Sovietica    | Rangel Gerovski Bulgaria            | Tomas Johansson Svezia              |

## Medagliere
| Pos.   | Paese            | Oro | Argento | Bronzo | Totale |
| ------ | ---------------- | --- | ------- | ------ | ------ |
| 1      | Unione Sovietica | 8   | 4       | 3      | 15     |
| 2      | Corea del Sud    | 2   | 2       | 5      | 9      |
| 3      | Giappone         | 2   | 2       | 0      | 4      |
| 4      | Stati Uniti      | 2   | 1       | 3      | 6      |
| 5      | Bulgaria         | 1   | 4       | 3      | 8      |
| 6      | Polonia          | 1   | 1       | 1      | 3      |
| 7      | Ungheria         | 1   | 1       | 0      | 2      |
| 8      | Italia           | 1   | 0       | 0      | 1      |
| 8      | Norvegia         | 1   | 0       | 0      | 1      |
| 8      | Romania          | 1   | 0       | 0      | 1      |
| 11     | Finlandia        | 0   | 1       | 1      | 2      |
| 12     | Iran             | 0   | 1       | 0      | 1      |
| 12     | Turchia          | 0   | 1       | 0      | 1      |
| 12     | Germania Ovest   | 0   | 1       | 0      | 1      |
| 12     | Jugoslavia       | 0   | 1       | 0      | 1      |
| 16     | Cecoslovacchia   | 0   | 0       | 1      | 1      |
| 16     | Grecia           | 0   | 0       | 1      | 1      |
| 16     | Germania Est     | 0   | 0       | 1      | 1      |
| 16     | Svezia           | 0   | 0       | 1      | 1      |
| Totale | Totale           | 20  | 20      | 20     | 60     |